# Franc Regally
Fran(c) Regally, slovenski pravnik, * 1. oktober 1870, Ljubljana, † 15. april 1924, Ljubljana.

## Življenje in delo
Pravo je študiral na Dunaju. V času študija je bil aktiven v društvu Slovenija. Po uspešno končanem študiju (1893) je služboval na sodiščih po raznih krajih v Sloveniji: Radovljica, Kamnik, Metlika, od 1909 okrajni sodnik v Radovljici; 1911 je postal sodni svetnik. Leta 1914 je prišel na deželno sodišče v Ljubljani ter tu postal dvorni svetnik in podpredsednik sodišča. Bil je odbornik v več društvih, prvi predsednik slovenskega sodniškega društva. V reviji Čas (1923) je objavil članek Smrtna kazen in se zavzemal za njeno zelo omejeno uporabo. Njegovo glavno delo pa je prevod Občega državljanskega zakonika (1928, dokončal Božidar Bežek).